# Jürgen Sparwasser
Jürgen Sparwasser, född 4 juni 1948 i Halberstadt, Tyskland, är en före detta professionell fotbollsspelare.
Jürgen Sparwasser skrev in sig i fotbollshistorieböckerna då han gjorde matchens enda mål i mötet mellan Västtyskland och DDR i VM i fotboll 1974 i Västtyskland. Båda lagen gick vidare till nästa gruppspelsomgång.
1988 lämnade han DDR och hoppade av till väst.

## Meriter
- 53 A-landskamper för Östtyskland
- Slutseger i Cupvinnarcupen 1973–1974

## Klubbar
- 1. FC Magdeburg